# Vlag van Terschelling

Vlag van Terschelling

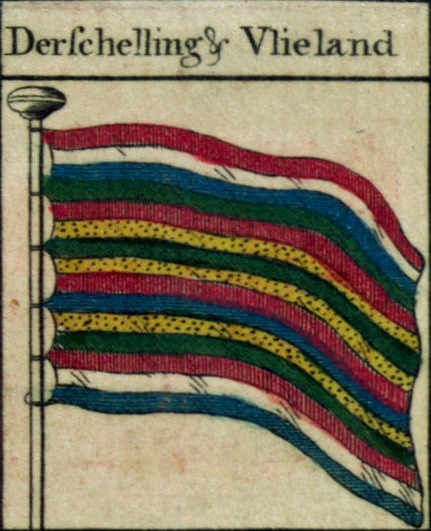
Historische afbeelding van de vlag van Terschelling en Vlieland (1783)

De vlag van Terschelling  is bij raadsbesluit op 11 februari 1963 bevestigd als gemeentelijke vlag van de gemeente Terschelling, maar was al veel langer in gebruik. In april 1857 werd deze vlag door de burgemeester reeds als zeevlag opgegeven aan de minister van Binnenlandse Zaken. De vlag wordt als volgt beschreven:
Rechthoekig, bestaande uit 5 horizontale banen van gelijke hoogte, in de kleuren van boven naar beneden rood – blauw – geel – groen – wit.
De kleuren van de vlag zijn ontleend aan het gemeentewapen.

## Verwante afbeelding

Het wapen van Terschelling
Gedeelde vlag met Vlieland (historisch)

Op een vlaggenkaart uit 1783 is een vlag van Terschelling en Vlieland te zien met de kleuren in een andere volgorde.
Voor de vlag is een verklaring in de vorm van een rijm:
"Reade wolken;
Blaue lucht;
Gele helmen;
Grien ges;
Wyt sân;
Dat is 't wapen fan Schylgerlân."
Vrij vertaald naar het Nederlands:
"Rode wolken;
Blauwe lucht;
Gele halmen;
Groen gras;
Wit zand;
Dat is het wapen van Schellingerland"
Deze verklaring stamt uit 1932, toen werd in nummer 7 van "De Nederlandse Leeuw" deze beschrijving gegeven in het werk van G. Knop.
Een andere verklaring wordt ook wel gegeven:
"Rood zijn de daken;
Blauw is de lucht;
Geel zijn de halmen;
Groen is het gras;
Wit is het zand;
Dat zijn de kleuren van Schellingerland"
Dergelijke rijmpjes over de volgorde van de kleuren van de vlag komen bij meerdere waddeneilanden voor.
Achtkarspelen · 
Ameland · 
Dantumadeel · 
De Friese Meren · 
Harlingen · 
Heerenveen · 
Leeuwarden · 
Noardeast-Fryslân · 
Ooststellingwerf · 
Opsterland · 
Schiermonnikoog · 
Smallingerland · 
Súdwest-Fryslân · 
Terschelling · 
Tietjerksteradeel · 
Vlieland · 
Waadhoeke · 
Weststellingwerf
Akersloot
· Andijk
· Anna Paulowna 
· Assendelft 
· Beemster 
· Bennebroek 
· Blokker 
· Broek in Waterland 
· Bussum 
· Callantsoog 
· Edam 
· Egmond 
· Egmond aan Zee 
· Egmond-Binnen 
· Graft-De Rijp 
· 's-Graveland 
· Haarlemmerliede en Spaarnwoude 
· Harenkarspel 
· Heerhugowaard 
· Hensbroek 
· Hoogwoud 
· Ilpendam 
· Jisp 
· Krommenie 
· Langedijk 
· Limmen 
· Marken 
· Midwoud 
· Monnickendam 
· Muiden 
· Naarden 
· Nederhorst den Berg 
· Nibbixwoud 
· Niedorp 
· Noorder-Koggenland 
· Obdam 
· Opperdoes 
· Schermer 
· Schermerhorn 
· Schoorl 
· Sint Maarten 
· Terschelling 
· Terschelling en Vlieland 
· Twisk 
· Venhuizen 
· Vlieland 
· Warmenhuizen
· Weesp
· Wervershoof 
· Wester-Koggenland 
· Westwoud 
· Westzaan 
· Wieringen 
· Wieringermeer 
· Wijdewormer 
· Wognum 
· Wormer 
· Wormerveer 
· Zaandam 
· Zaandijk 
· Zeevang 
· Zijpe